# Schüsselschnecken
Die Schüsselschnecken (Patulidae oder Discidae), auch Knopfschnecken genannt, sind eine Familie aus der Unterordnung der Landlungenschnecken (Stylommatophora). Es handelt sich meist um kleine Formen mit flachem Gehäuse.

## Merkmale
Die rechtsgewundenen Gehäuse sind flach-kegelförmig und klein bis mittelgroß (bis ca. 7 mm im Durchmesser). Die Umgänge sind gerundet, der Nabel ist weit. Die Schale ist dünn und durchscheinend. Sie ist meist bräunlich, und die Oberfläche ist grob quergerippt. Die Eier sind relativ groß; die Tiere sind ovipar, d. h. aus den Eiern schlüpfen fertige kleine Tierchen.

## Vorkommen und Lebensweise
Die Familie ist holarktisch verbreitet, das Maximum der Diversität liegt in Nordamerika. In Europa kommen nur drei Arten vor. Sie leben in Wäldern unter Laub oder an morschem Holz.

## Systematik
Die Familie der Schüsselschnecken (Discidae) wird zur Überfamilie Punctoidea gerechnet. Unklarheit herrscht noch über den wissenschaftlichen Namen. Der älteste Familienname basiert auf einem jüngeren Synonym von Discus, Patula Held, 1837. Während manche Autoren auf die Priorität dieses Familiennamens hinweisen, benutzen andere Autoren den auf Discus basierenden, aber jüngeren und häufiger benutzten Familiennamen Discidae. In älteren Publikationen wird die Familie Endodontidae als Schüsselschnecken bezeichnet. In dieser älteren Auffassung sind allerdings die Arten der Gattung Discus, die als Schüsselschnecken i. e. S. bezeichnet werden, in die Familie Endodontidae miteinbezogen. Heute werden die Familien Endodontidae und Discidae (= Patulidae) als getrennte Familien betrachtet.
- Schüsselschnecken (Patulidae Tryon, 1866 = Discidae Thiele, 1931)
  - Gattung Discus Fitzinger, 1833 (mit zahlreichen Untergattungen) (syn.: Patula Beck, 1837)
    - Gefleckte Schüsselschnecke (Discus rotundatus (O. F. Müller, 1774))
    - Braune Schüsselschnecke (Discus ruderatus (Férussac, 1821))
    - Gekielte Schüsselschnecke (Discus perspectivus (Megerle von Mühlfeld, 1816))

  - Gattung Anguispira Morse, 1864
  - Gattung Speleodiscoides Smith, 1957
  - Gattung Zonodiscus Pilsbry, 1948